# Дог-Айленд (Ангилья)
Дог-Айленд (англ. Dog Island) — небольшой остров в группе Малых Антильских островов в Карибском море. Принадлежит Великобритании.

## Общие сведения
Остров Дог-Айленд площадью в 2,23 км² является одним из самых северных в группе Малых Антильских островов. Административно входит в состав заморской территории Великобритании Ангилья и находится в 13 километрах северо-западнее этого острова. Остров не имеет постоянного населения.
В 1976 году правительство США обратилось к министру иностранных дел Великобритании с просьбой об аренде острова для нужд ВМФ США, с целью использования окружающие воды как полигон для стрельб. Однако с 1 января 1989 года Дог-Айленд был объявлен морской природоохранной зоной-заповедником (Marine Protected Area), в первую очередь благодаря тому, что на нём обитают 28 видов морских птиц, гнездящихся здесь и выводящих птенцов (таких, как красноклювый фаэтон, великолепный фрегат, ацтекская чайка, бурокрылая крачка, тёмная крачка, обыкновенная глупая крачка, бурая олуша, голуболицая олуша и др).